# Marie Claire Villeval
Marie Claire Odile Villeval, née Sibille le 26 juin 1957, est une économiste et directrice de recherche française spécialiste de l'économie comportementale et de l'économie expérimentale.

## Biographie
Marie Claire Villeval a obtenu sa thèse en économie à l'université Paris-Nanterre en 1982 et son habilitation à diriger des recherches à l'université Lyon II en 1996. Elle est directrice de recherche de classe exceptionnelle au CNRS, au Groupe d'Analyse et de théorie économique (UMR5824), France, qu'elle a dirigé de 2007 à 2016. Elle dirige actuellement la plateforme expérimentale GATE-Lab. Elle est affiliée également à l'Institute of Labor Economics (IZA, Bonn, Allemagne) et au Global Labor Organization. Elle est membre du Laboratoire d'excellence CORTEX, labellisé dans le cadre des Investissements d'avenir. Elle a été nommée au sein de la Commission sur le salaire minimum de croissance en 2017.
Elle est Présidente de l'Economic Science Association (ESA) (2021-2023), l'association internationale d'économie expérimentale, après en avoir été vice-présidente Europe (2012-2016) et President-Elect (2019-2021). Elle a été présidente de l'Association française de science économique (2010-2011) et la présidente fondatrice de l'Association française d'économie expérimentale (ASFEE). Elle est Fellow de la European Association of Labour Economists (EALE)  après en avoir été la trésorière et Chairperson du comité de nomination pendant dix ans et membre de son comité directeur (1997-2003, 2017-2019). 
Elle est Advisory Editor de Experimental Economics après en avoir été co-éditrice en chef (2017-2021) et elle est éditrice associée du Journal of the Economic Science Association, Journal of Neurosciences, Psychology and Economics, Review of Behavioral Economics. Elle a été co-éditrice du Journal of Economic Behavior & Organization (2014-2016) et membre du comité éditorial de Management Science, du Journal of Economic Psychology, du Journal of Public Economic Theory, et de l'Australian Journal of Labour Economics.
Son domaine de recherche est l'économie expérimentale, l'économie comportementale, l'économie publique et l'économie du travail. Ses recherches s'appuient sur des expériences de laboratoire et de terrain sur la prise de décision individuelle, les normes morales et les normes sociales, la tricherie et la fraude fiscale, les incitations et la motivation, la punition et la coopération, la recherche de statut et le rôle des émotions dans la décision économique.
Elle a publié dans les meilleures revues d'économie, notamment American Economic Review, Management Science, Economic Journal, Experimental Economics, Games and Economic Behavior, Journal of Labor Economics, Journal of Public Economics, Journal of Economic Behavior & Organization. Elle a également publié dans PNAS ainsi que des commentaires dans Nature et Science. Elle a publié récemment un ouvrage de synthèse en français L'Économie comportementale du marché du travail aux Presses de Sciences Po (2016).

## Récompenses
- 2012 : chevalier de l'ordre national du Mérite[2],[3]
- 2015 : membre de l'Academia Europaea
- 2017 : médaille d'argent du CNRS[4],[5]
- 2017 : chevalier de la Légion d'honneur[6]
- 2018 : prix Revue Economique
- 2018: Fellow de la European Association of Labour Economists